# Saint-Nizier-d'Azergues
Saint-Nizier-d'Azergues es una comuna francesa situada en el departamento de Ródano, de la región de Auvernia-Ródano-Alpes.

## Demografía
| 681 | 675 | 554 | 552 | 580 | 641 | 674 | 773 |
| Para los censos de 1962 a 1999 la población legal corresponde a la población sin duplicidades (Fuente: INSEE [Consultar]) |     |     |     |     |     |     |     |